# Олімпіакос (баскетбольний клуб)
Олімпіакос (грец. Κ.Α.Ε. Ολυμπιακός) — баскетбольний клуб міста Пірей, Греція. 2012 року став чемпіоном Євроліги, обігравши у фіналі московський ЦСКА із рахунком 62:61.

## Історія
Олімпіакос B.C. (грец. ΚΑΕ Ολυμπιακός Σ.Φ.Π.), зазвичай відомий як «Олімпіакос» і «Олімпіакос Пірей», — грецький професійний баскетбольний клуб, що базується в Піреї, і є частиною великого мультиспортивного клубу «Олімпіакос КФП». Головний клуб був заснований у 1925 році, а баскетбольна команда була створена в 1931 році, домашня арена — Стадіон миру та дружби.
Олімпіакос став одним із найуспішніших клубів в історії грецького баскетболу та одним із найуспішніших клубів європейського баскетболу, вигравши три Євроліги, один Міжконтинентальний кубок ФІБА, одну Потрійну корону, чотирнадцять титулів Грецької ліги та одинадцять Кубків Греції. Будучи традиційною європейською силою, «Олімпіакос» також шість разів ставав віце-чемпіоном Євроліги, а зігравши загалом дев'ять фіналів, він є грецьким клубом із найбільшою кількістю матчів у фіналах Євроліги. Вони також брали участь в дванадцятьи фіналах чотирьох Євроліги.
У фіналі А1 сезону 2009-2010 Олімпіакос зустрівся із Панатінаїкосом. Через зіткнення фанатів на трибунах четверту фінальну зустріч грецької першості зупинили за хвилину до кінця. Фанати Олімпіакоса намагались прорватися на арену, їх зупинив загін спецпризначення за допомогою сльозогінного газу. Під час матчу на майданчик неодноразово летіли димові шашки та петарди. У суддівську бригаду мало не потрапила сигнальна ракета. Зрештою арбітри зупинили зустріч за рахунку 50:42, і оскільки «Панатінаїкос» до цього матчу вів в серії 2-1, клуб визнали чемпіоном Греції.

## Досягнення
Домашні
- Чемпіон Греції — 15 перемог: 1949, 1960, 1976, 1978, 1993, 1994, 1995, 1996, 1997, 2012, 2015, 2016, 2022, 2023, 2025
- Кубок Греції — 12 перемог: 1976, 1977, 1978, 1980, 1994, 1997, 2002, 2010, 2011, 2022, 2023, 2024
- Суперкубок Греції — 3 перемоги: 2022, 2023, 2024

Європейські
- Євроліга — 3 перемоги: 1997, 2012, 2013
- Інтерконтинентальний кубок з баскетболу — 1 перемога — 2013
- Потрійна корона з баскетболу — 1 перемога: 1997

## Відомі гравці
- Панайотіс Фасулас
- Аргіріс Камбуріс
- Йоргос Сігалас
- Стів Ятцоглу
- Йоргос Кастрінакіс
- Дімітірс Папаніколау
- Андреас Глініадакіс
- Насос Галактерос
- Джейк Цакалідіс
- Ефтіміос Бакатсіас
- Нікос Економу
- Панайотіс Каратзас
- Панайотіс Ліаделіс
- Нікос Будуріс
- Вангеліс Ангелу
- Георгіос Діамантопулос
- Христос Харісіс
- Нікос Хатзіс
- Йоргос Прінтезіс
- Костас Папаніколау
- Костас Слукас
- Фабрісіо Оберто
- Рубен Волковскі
- Нікола Вуйчіч
- Франко Накіч
- Діно Раджа
- Аріян Комазец
- Андрія Жижич
- Дамір Мулаомаверовіч
- Далібор Богаріч
- Патрик Фемерлінг
- Крістіан Велп
- Йотам Хальперін
- Артурас Карнішовас
- Арвідас Маціяускас
- Еуреліюс Жукаускас
- Лінас Клейза
- Ренальдас Сейбутіс
- Ярко Паспаль
- Мілош Теодосіч
- Зоран Ерчег
- Драган Тарлач
- Мілан Томіч
- Душан Вукчевіч
- Інакі де Мігель
- Хуан Антоніо Моралес
- Рашо Нестеровіч
- Горан Юрак
- Борис Горенч
- Івіца Юрковіч
- Олексій Саврасенко
- Анатолій Зурбенко
- Олександр Волков
- Рой Тарплі
- Джош Чілдресс
- Волтер Беррі
- Едді А. Джонсон
- Девід Ріверс
- Майкл Хокінс
- Альфонсо Форд
- Джонні Роджерс
- Блу Едвардс
- Моріс Еванс
- Тьюс Едні
- Кері Скаррі
- Демарко Джонсон
- Генрі Домеркант
- Алекс Акер
- Віллі Андерсон
- Марк Джнексон
- Роджер Мейсон
- Ентоні Голдвайр
- Шон Гіггінс
- Скуні Пен
- Квінтел Вудз
- Кріс Морріс
- Шон Респерт
- Квінсі Льюїс
- Раян Стак
- Лоренс Робертс
- Джаннеро Парго
- Ван Вейфер
- Лінн Грір
- Еврік Грей
- Джош Грант